# Luise Dornemann
Luise Dornemann geborene Fremy (* 23. Februar 1901 in Aurich; † 17. Januar 1992 in Berlin) war eine deutsche Funktionärin und Autorin. Sie war 40 Jahre lang Funktionärin des Demokratischen Frauenbundes Deutschlands.

## Leben
Dornemann, geborene Fremy, wurde als Tochter eines Justizbeamten in Aurich geboren. Sie besuchte die Volksschule und das Lyzeums sowie anschließend das Lehrerinnenseminar in Aachen, das sie 1921 abschloss. Bis 1924 war sie als Lehrerin tätig. 1928 schloss sie sich der KPD an. Seit der Gründung des Einheitsverbandes für proletarische Sexualreform und Mutterschutz im Mai 1932 war sie dessen Vorsitzende, bis 1933 leitete sie die Düsseldorfer Sexualberatungsstelle. Nach der Ermordung ihres Ehemannes Johannes Dornemann 1933 durch die Nationalsozialisten lebte sie in Berlin und emigrierte 1936 nach Großbritannien. Sie gehörte hier dem Freien Deutschen Kulturbund an. 1942 bis 1947 arbeitete sie als Politische Sekretärin beim Britischen Rat für deutsche Demokratie in London.
1947 kehrte sie nach Deutschland zurück und ging in die Sowjetische Besatzungszone. Hier wurde sie Mitglied der SED und des Demokratischen Frauenbundes Deutschlands (DFD). Von 1948 bis 1951 war sie Sekretärin des DFD-Bundesvorstandes und dort zuständig für Schulung, Bildung und Erziehung, später für internationale Beziehungen. Anschließend war Dornemann bis 1953 Vertreterin des DFD in der Internationalen Demokratischen Frauenföderation (IDFF). Sie war nahezu 40 Jahre lang (1949–1989) Mitglied des DFD-Bundesvorstandes. Von 1953 bis 1963 war sie wissenschaftliche Mitarbeiterin im Institut für Marxismus-Leninismus beim Zentralkomitee der SED, anschließend als freischaffende Schriftstellerin tätig. 1960 bis 1962 gehörte sie der Frauenkommission des SED-Politbüros an.
Sie war Autorin von Biographien zur deutschen Frauenbewegung, so von Clara Zetkin (1957, 9. Auflage 1989), die in nahezu alle bedeutenden Sprachen der ehemaligen sozialistischen Staaten übersetzt wurden. Daneben verfasste sie Alle Tage ihres Lebens: Frauengestalten aus zwei Jahrhunderten (1981, 3. Auflage 1988), das Biographien von Roberta Gropper, Johanna Melzer, Auguste Lewinsohn und Margarete Wengels enthält.
1968 wurde sie für die Biografie Jenny Marx. Der Lebensweg einer Sozialistin (Dietz Verlag Berlin 1953) als erste Preisträgerin mit dem Literaturpreis des DFD ausgezeichnet. 1976 erhielt sie den Vaterländischen Verdienstorden (VVO) in Gold, 1981 die Ehrenspange zum VVO in Gold und 1986 den Karl-Marx-Orden.